# De Wet Barry
Pas d'image ? Cliquez ici

a Compétitions nationales et continentales officielles uniquement.

b Matchs officiels uniquement.
Dernière mise à jour le 14 mai 2023.
De Wet Barry, né le 24 juin 1978 à Ceres, est un joueur de rugby à XV international sud-africain évoluant au poste de centre.
Il évolue d'abord dans le Super 12 (devenu ensuite Super 14) sous les couleurs des Stormers, une franchise de rugby à XV d'Afrique du Sud basée au Cap, principalement constituée de la province sud-africaine de Currie Cup de la Western Province. Dans le championnat des Provinces, il a donc défendu les couleurs de la Western Province depuis 1999.
En juin 2007, il est engagé par le club londonien des Harlequins avec il évolue deux saisons avant de rentrer finir sa carrière en Afrique du Sud avec les Eastern Province Kings.

## Carrière

### En province
- 1999-2007 : Western Province (Currie Cup)  Afrique du Sud
- 2009-2011 : Eastern Province Kings (Currie Cup)  Afrique du Sud

### En franchise
- 2000-2007 : Stormers (Super Rugby)  Afrique du Sud

### En club
- 2007-2009 : Harlequins (Premiership)  Angleterre

### En équipe nationale
Il a effectué son premier test match avec les Springboks le 10 juin 2000 à l’occasion d’un match contre l'équipe du Canada.
Il a disputé la Coupe du monde 2003 (4 matchs).

### Statistiques avec les Springboks
- 39 sélections
- 15 points (3 essais)
- Sélections par saison : 6 en 2000, 3 en 2001, 7 en 2002, 7 en 2003, 9 en 2004, 6 en 2005 et 1 en 2006.